# Shana Williams
Shana Williams, född den 7 april 1972 i Bridgeton, är en amerikansk före detta friidrottare som tävlade i längdhopp.
Williams främsta merit är silvermedaljen i längdhopp från inomhus-VM 1999. Hon hoppade 6,82 meter och blev slagen bara av ryskan Tatjana Kotova som hoppade fyra centimeter längre. 
Hon var i final vid VM 1999 i Sevilla där hon slutade på tolfte plats. Hennes sista mästerskap var Olympiska sommarspelen 2000 där hon blev utslagen i kvalet.

## Personliga rekord
- Längdhopp - 7,01 meter från 1996